# Michael Svoboda
Michael Svoboda, né le 15 octobre 1998 à Vienne en Autriche, est un footballeur autrichien qui évolue au poste de défenseur central au Venezia FC.

## Biographie

### Formation et débuts
Né à Vienne en Autriche, Michael Svoboda joue notamment pour le FC Stadlau avant de rejoindre en mai 2018 le WSG Tirol. Il fait alors ses débuts en deuxième division autrichienne, jouant son premier match le 28 juillet 2018, lors de la première journée de la saison 2018-2019 contre le SV Lafnitz (en). Il entre en jeu et son équipe l'emporte largement par six buts à un ce jour-là. Lors de cette saison le club est sacré champion de deuxième division et promu dans l'élite du football autrichien. Svoboda se fait notamment remarquer lors de l'ultime journée, le 1er juin 2019 face au SV Horn en réalisant un doublé. Deux buts de la tête qui permettent à son équipe de l'emporter (1-3 score final),.

### Venise FC
Le 20 août 2020, Michael Svoboda rejoint l'Italie en signant avec le Venise FC, le club évolue alors en Serie B. 
Il joue son premier match sous ses nouvelles couleurs le 30 septembre 2020, à l'occasion d'une rencontre de coupe d'Italie contre le Carrarese Calcio 1908. Il entre en jeu à la place de Michele Cremonesi et son équipe l'emporte par deux buts à zéro.
Lors de cette saison 2020-2021 il participe à la montée du club en première division, le club retrouvant l'élite 19 ans après l'avoir quitté en sortant vainqueur des barrages,.

## Palmarès

### En club
WSG Tirol
- Championnat d'Autriche D2 (1) :
  - Champion : 2018-19.